# میلاگیریا
میلاگیریا (به لاتین: Milagiriya) یک منطقهٔ مسکونی در سری‌لانکا است که در ناحیه کلمبو واقع شده‌است.